# Prillen

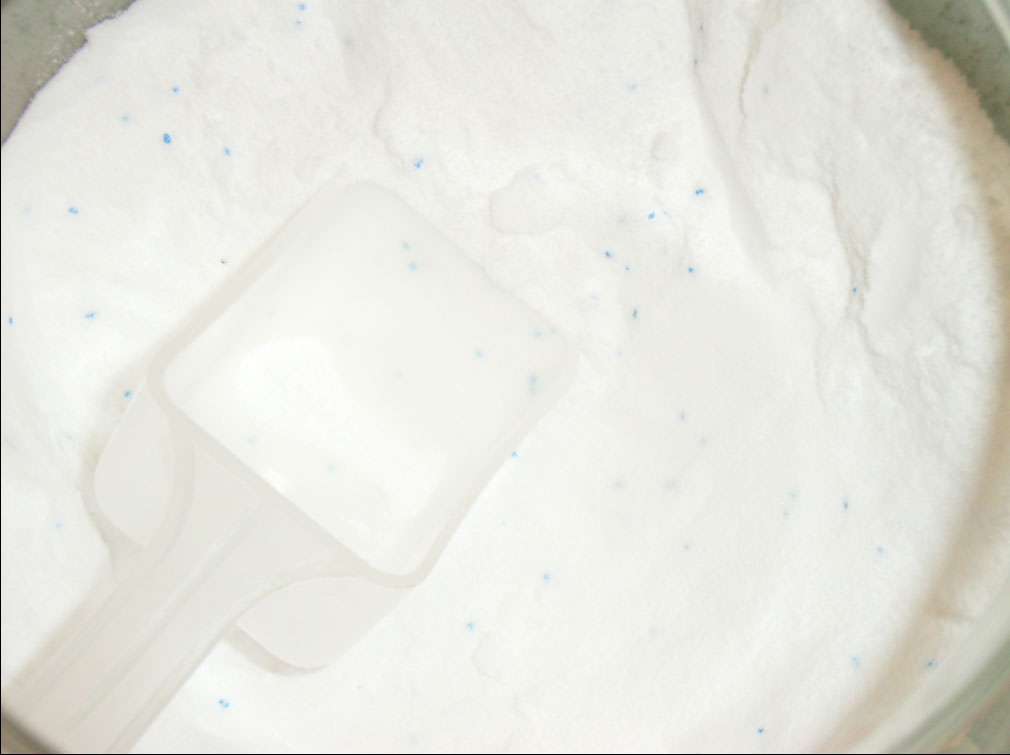
Waschpulver

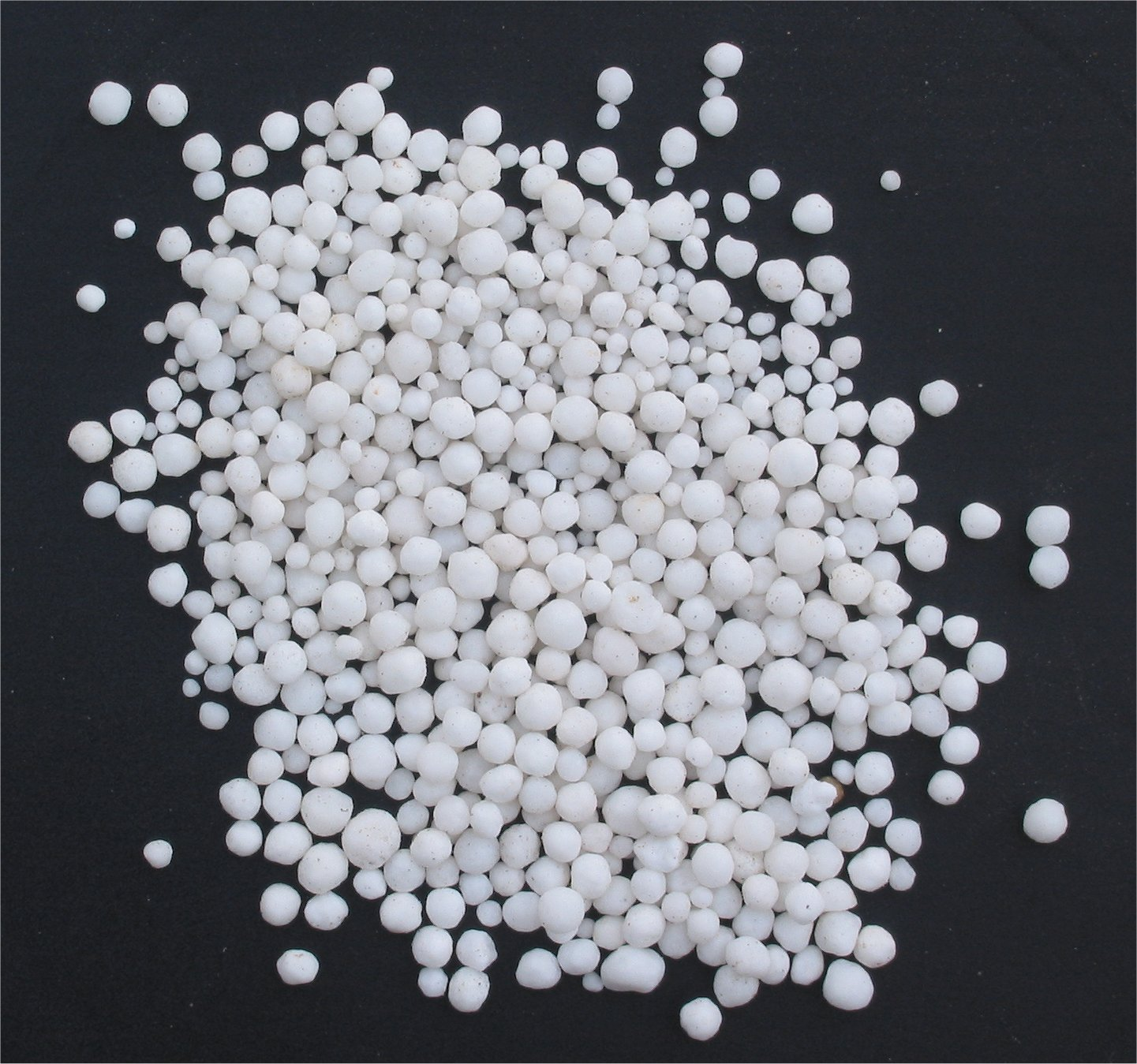
Kalkammonsalpeter – Düngemittel

Das Prillen ist ein Begriff aus der Verfahrenstechnik. Es ist eine Methode zur Herstellung körniger Stoffe, z. B. Wasch- und Düngemittel, aus wasserbasierten Lösungen oder Suspensionen. Durch Einsprühen in den Kopf eines Turmes in aufsteigende heiße Luft (ca. 120 bis 150 °C) bilden sich Körner, die sich nach weitgehendem Entzug der Feuchtigkeit am Boden des Turmes als Granulat sammeln.